# 은사시나무 (드라마)
《은사시나무》는 대한민국의 SBS에서 방영했던 SBS 창사 9주년 특집 드라마인데, 2000년 11월 14일에 방영된 특집드라마로, 3부작을 연속으로 방영되었다.

## 트리비아
이 드라마는 자식들 잘되기를 바라며 일생을 바치고, 그것도 모자라 쓸쓸한 노년에도 자식 걱정하느라 가슴 속에 외로움을 안고 살아가는 우리 시대의 아버지상을 그렸다.
한편, 2009년 3월 2일(9시 55분부터 1~2부 연속)부터 2009년 3월 3일(9시 55분)(3부)까지 재방송되었는데, 이는 SBS 월화 미니시리즈 《떼루아》의 후속작인 드라마 《자명고》가 방영이 미루어지자 2주간의 공백을 메우기 위해 ‘김수현 스페셜’을 마련하여 《홍소장의 가을》과 《은사시나무》를 방영한 것이다.

## 등장 인물

### 주요 인물
- 이순재 : 아버지 역
- 한진희 : 한경환 역 - 장남
- 박정수 : 인애 역 - 경환의 아내
- 양희경 : 한경란 역 - 장녀, 강아지 분양사업
- 임채무 : 무길 역 - 경란의 전남편
- 고인범 : 민재 역 - 경환의 아들, 의사선생님
- 이덕화 : 한경택 역 - 차남, 자영업
- 견미리 : 김혜자 역 - 경택의 아내
- 유동근 : 한경서 역 - 삼남, 의사
- 조민수 : 한경주 역 - 막내딸, PD
- 김응석 : 진호 역 - 경주의 애인, 유부남
- 남성진 : 성진 역 - 경환의 아들, 장손
- 허영란 : 초희 역 - 성진의 애인, 간호사
- 이경진 : 진주 역 - 초희의 어머니

### 그 외
- 강미 : 시장 분식집 주인 역
- 김희정 : 김 작가 역

## 수상
- 2001년 제37회 백상예술대상 TV부문 대상
- 2001년 제37회 백상예술대상 TV부문 극본상 김수현